# Déterminant de Hurwitz
Les déterminants de Hurwitz sont nommés en l'honneur du mathématicien allemand Adolf Hurwitz.
Soit {\displaystyle P} un polynôme en la variable {\displaystyle \lambda } de la forme:
{\displaystyle P(\lambda )=a_{n}\lambda ^{n}+a_{n-1}\lambda ^{n-1}+\dots +a_{1}\lambda +a_{0}}
où {\displaystyle a_{i}} est un nombre réel, pour tout {\displaystyle i} dans {\displaystyle \{1,\dots ,n\}}.
La matrice de Hurwitz (matrice carrée) associée à {\displaystyle P} est la matrice H donnée ci-dessous ou sa transposée:
{\displaystyle H={\begin{pmatrix}a_{n-1}&a_{n-3}&a_{n-5}&\dots &\dots &0&\dots &0\\a_{n}&a_{n-2}&a_{n-4}&&&\vdots &&\vdots \\0&a_{n-1}&a_{n-3}&&&0&&\vdots \\\vdots &a_{n}&&\ddots &&a_{0}&\vdots &\vdots \\\vdots &0&&&\ddots &a_{1}&0&\vdots \\\vdots &\vdots &0&&&a_{2}&a_{0}&\vdots \\\vdots &\vdots &\vdots &&&a_{3}&a_{1}&0\\0&0&0&\dots &\dots &a_{4}&a_{2}&a_{0}\end{pmatrix}}.}

Le i-ème déterminant de Hurwitz est le déterminant du i-ème mineur principal de la matrice de Hurwitz H donnée ci-dessus. Il y a n déterminants de Hurwitz pour un polynôme caractéristique de degré n.